# Rinaldo Entingh
Rinaldo Entingh (Paramaribo, 9 juni 1953) is een Surinaams oud-voetballer. Hij speelde als middenvelder voor SV Robinhood en in het Surinaams voetbalelftal.

## Biografie
Rinaldo begon met voetballen bij de jeugd van SV Robinhood. Samen met Errol Emanuelson en Roy George vormde hij in de jaren 1970 de aanvalslinie van het seniorenteam en in een van de meest succesvolle periodes van de club. Hij werd negen keer kampioen met de club en stond vier keer in de finale van de CONCACAF Champions Cup. In 1974 en 1983 werd hij uitgeroepen tot Surinaams Voetballer van het Jaar.
Entingh speelde bijna zijn gehele profcarrière voor het Surinaams voetbalelftal. Hij maakte zijn debuut in 1972 met een 1-1 gelijkspel tegen Trinidad en Tobago in een kwalificatie van WK 1974. Hij scoorde zijn eerste doelpunt tegen de Nederlandse Antillen in Willemstad, Curaçao. In 1978 won Entingh met het elftal het CFU-kampioenschap. Hij speelde in de kwalificatiewedstrijden voor het WK 1978, WK 1982 en WK 1986 en in de kwalificatie voor de Olympische Zomerspelen van 1980.